# Маунт-Гіліад (Огайо)
Маунт-Гіліад (англ. Mount Gilead) — селище (англ. village) в США, в окрузі Морроу штату Огайо. Населення — 3503 особи (2020).

## Географія
Маунт-Гіліад розташований за координатами 40°33′15″ пн. ш. 82°49′40″ зх. д. / 40.55417° пн. ш. 82.82778° зх. д. (40.554047, -82.827904). За даними Бюро перепису населення США в 2010 році селище мало площу 8,80 км², з яких 8,77 км² — суходіл та 0,03 км² — водойми.

## Демографія
Згідно з переписом 2010 року, у селищі мешкало 3660 осіб у 1482 домогосподарствах у складі 875 родин. Густота населення становила 416 осіб/км². Було 1658 помешкань (188/км²).
Расовий склад населення:
| - 97,1 % — білих - 0,3 % — чорних або афроамериканців - 0,2 % — азіатів - 0,1 % — корінних американців |

До двох чи більше рас належало 2,0 %. Частка іспаномовних становила 1,9 % від усіх жителів.
За віковим діапазоном населення розподілялося таким чином: 24,5 % — особи молодші 18 років, 58,2 % — особи у віці 18—64 років, 17,3 % — особи у віці 65 років та старші. Медіана віку мешканця становила 36,9 року. На 100 осіб жіночої статі у селищі припадало 89,9 чоловіків; на 100 жінок у віці від 18 років та старших — 87,1 чоловіків також старших 18 років.
Середній дохід на одне домашнє господарство становив 57 624 долари США (медіана — 38 023), а середній дохід на одну сім'ю — 68 893 долари (медіана — 49 830). Медіана доходів становила 50 100 доларів для чоловіків та 29 089 доларів для жінок. За межею бідності перебувало 16,6 % осіб, у тому числі 27,7 % дітей у віці до 18 років та 9,6 % осіб у віці 65 років та старших.
Цивільне працевлаштоване населення становило 1596 осіб. Основні галузі зайнятості: освіта, охорона здоров'я та соціальна допомога — 20,3 %, роздрібна торгівля — 17,5 %, виробництво — 16,1 %.

## Уродженці
- Дон Пауелл (1896—1965) — американська письменниця і драматург.